# La Ferté-sous-Jouarre
La Ferté-sous-Jouarre é uma comuna francesa localizada na região administrativa da Île-de-France, no departamento Sena e Marne. A comuna possui 8236 habitantes segundo o censo de 1990.